# كريات يام
كريات يام (بالعبرية: קִרְיַת יָם - أي: مدينة البحر) مدينة إسرائيلية، تقع في لواء حيفا في منتصف المسافة بين مدينتيّ حيفا وعكا. إحتلت عام 1945. تبلغ مساحتها 4.3 كم2، كما بلغ عدد سكانها في عام 2007 قرابة 36,800 نسمة.

## توأمة
لكريات يام اتفاقيات توأمة مع كل من:
- فريدريشسهاين-كرويتزبيرغ منذ (1990 - )
- Makó [الإنجليزية]‏
- كريتاي
- كيسلوفودسك

## أعلام
- ديفير بنديك
- غيل فيرموث